# اتحادیه‌گرایی اجتماعی
اتحادیه‌گرایی اجتماعی که به عنوان اتحادیه‌گرایی متقابل نیز شناخته می‌شود، به تشکیل اتحاد بین اتحادیه‌ها و گروه‌های غیر کارگری به منظور دستیابی به اهداف مشترک اشاره دارد. این اتحادیه‌ها به دنبال ساماندهی شاغلان، بیکاران و کم‌کارها هستند. آنها برای تغییر در محل کار و فراتر از آن، سازماندهی حول موضوعاتی مانند اصلاحات رفاهی، مراقبت‌های بهداشتی، مشاغل، مسکن و مهاجرت فشار می‌آورند. مسائل فردی در محل کار به عنوان بخشی از مشکلات اجتماعی گسترده‌تر دیده می‌شود که آنها به دنبال حل آن هستند. برخلاف اتحادیه‌های کارگری، عضویت در اتحادیه اجتماعی بر اساس محل کار نیست، بلکه بر اساس هویت‌ها و مسائل مشترک می‌باشد. اتحادهای ایجاد شده بین اتحادیه‌ها و گروه‌های دیگر ممکن است هویت اصلی بر اساس وابستگی‌های مذهبی، گروه قومی، جنسیت، معلولیت، محیط زیست، محل سکونت یا تمایلات جنسی داشته باشند.
اتحادیه‌گرایی جامعه تعاریف و شیوه‌های بسیاری دارد. این بر اساس کشور، زمینه‌های نهادی و سیاسی، سازمان داخلی، رهبری، مقیاس، سبک سازماندهی، منابع مالی، و ساختار ارتباطی متفاوت است.